# Otomantis capirica
Otomantis capirica är en bönsyrseart som beskrevs av Giglio-tos 1915. Otomantis capirica ingår i släktet Otomantis och familjen Hymenopodidae. Inga underarter finns listade i Catalogue of Life.